# Hyperdulia
Hyperdulia (z gr. hyperduleia) – termin, który najwłaściwiej można oddać przez wyrażenie: „większa, szczególna cześć” – jest określeniem „większej”, w porównaniu z czcią oddawaną innym świętym (dualia), czci okazywanej świętej Dziewicy Maryi z racji Jej macierzyństwa Bożego i miejsca w historii zbawienia. 
Hyperdulia jest nieporównywalna z nieskończoną czcią oddawaną tylko Bogu (cultus latriae), a przyznana jest Maryi przez Kościół katolicki i Kościół Wschodni i nie ma nic wspólnego z adoracją.